# 埃米爾·阿廷

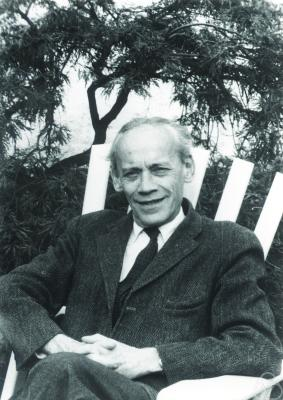
埃米爾·阿廷

埃米爾·阿廷（德語：Emil Artin，1898年3月3日—1962年12月20日）是一位數學家。生於奧地利維也納，在德國發展事業。妻子是猶太人，因此在1937年為逃避納粹統治移民到美國。其子迈克尔·阿廷也是代數學家。
1937年至1938年任教于圣母大学。1938年至1946年任教於印第安納大學，1946年至1958年在普林斯頓大學。其學生包括塞尔日·兰、約翰·泰特及王湘浩。
他是有領導地位的代數學家。他貢獻主要在代數數論，特別是類體論。他建立了L函數的其中一個構作方法。他對環、群和域等基本概念的整理亦有所建樹。他發展了代數拓撲的分枝辮理論。
他對伽羅瓦理論和同調群亦十分了解。
他留於後世有兩大猜想。兩者均未證，分別關於：
- 伽羅瓦群的阿廷L函數的線性表示
- 給定整數a，求a是不同質數p模的原根的頻率。

## 著作
- Emil Artin (1998). Galois Theory, Dover Publications, Inc.. ISBN 0-486-62342-4.